# Coelogyne virescens
Coelogyne virescens là một loài phong lan.